# Chloumek (Úbislavice)
Chloumek (v místním nářečí Chlomek) je malá vesnice, část obce Úbislavice v okrese Jičín. Nachází se asi 2 km na severozápad od Úbislavic. V roce 2009 zde bylo evidováno 11 adres. V roce 2001 zde trvale žilo 5 obyvatel.
Chloumek leží v katastrálním území Zboží u Nové Paky o výměře 4,41 km2.